# Louis Samain
Pour les articles homonymes, voir Samain.
Louis Samain (1834-1901) est un sculpteur belge.

## Historique
Né à Nivelles, Louis Samain a étudié à l'Académie royale des beaux-arts de Bruxelles sous Louis Simonis. Après avoir remporté le prix de Rome belge, il a vécu un temps en Italie. En 1889, il reçoit une médaille d'or à l'Exposition universelle de Paris et, en 1895, il est représenté à la Société des artistes français à Paris. Il fut membre de la Franc-maçonnerie du Grand Orient de Belgique.
Il est mort à Ixelles.[réf. nécessaire]

## Œuvres

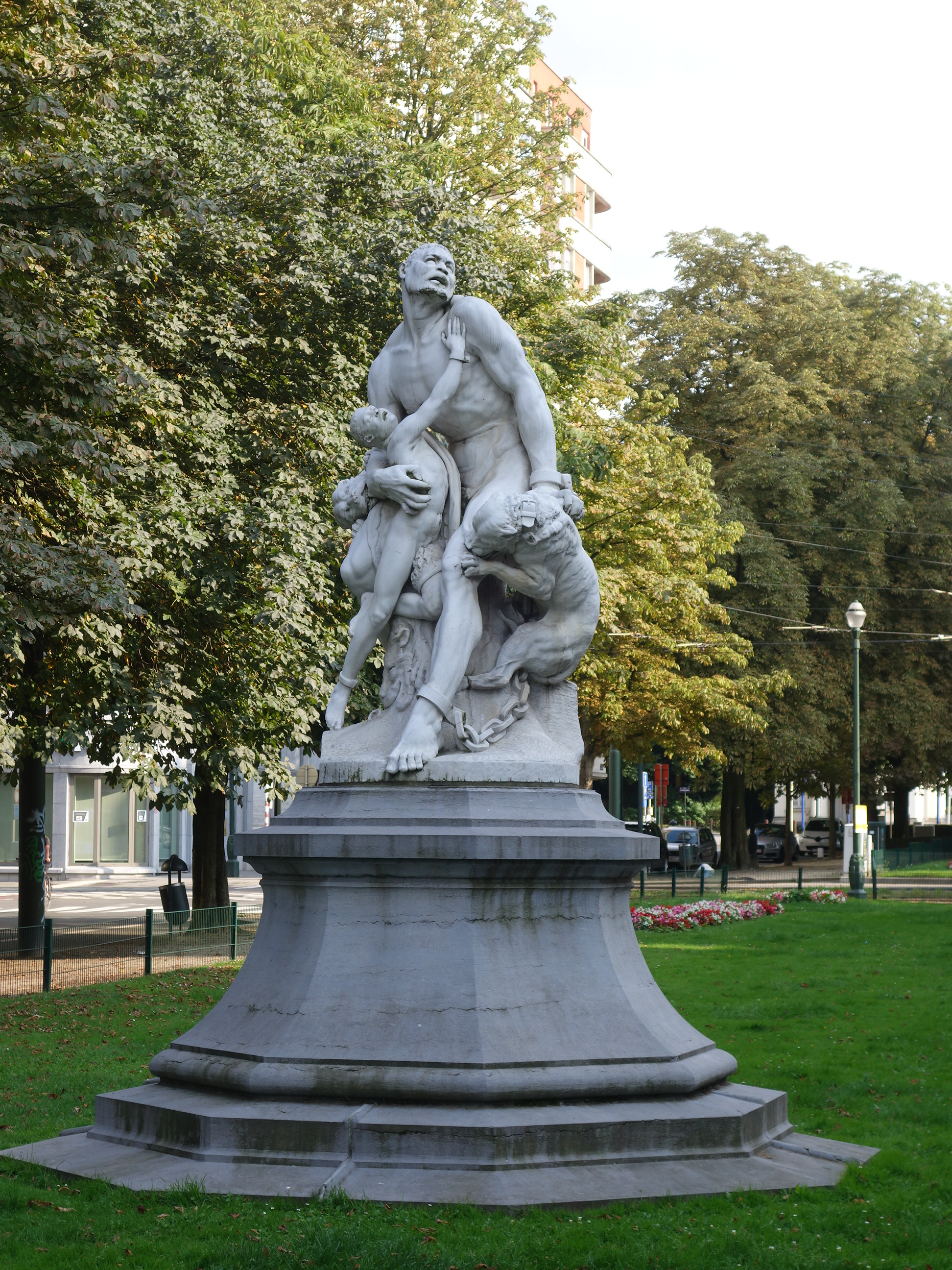
Nègres marrons surpris par des chiens (1893) aussi connu comme Esclave repris par les chiens, œuvre de Louis Samain.

- Architecture, sur la facade des Musées royaux des Beaux-Arts de Belgique
- Terre et Eau, aux Halles centrales (détruit en 1956)
- Italian Arts and Spanish Arts, dans les jardins du Musée des Beaux-Arts
- Jean van Ruysbroeck[4]
- Monument to Work, Gare de Bruxelles-Midi
- Nègres marrons surpris par des chiens (également connu comme Esclaves repris par les chiens)
- Thémis, au Palais de Justice de Dinant
- Tinctoris à Nivelles